# Акра
 Тази статия е за столицата на Гана.  За града в Израел вижте Акра (Израел).  
Акра (на английски: Accra) е столицата на африканската държава Гана. През 2001 г. населението на града е 1 661 400 души и това прави Акра най-големия град на страната. Акра е и център на комуникациите, икономиката и администрацията. Развити са хранителната и текстилната промишленост, както и производството на химикали.
През 1877 г. Акра заменя Кейп Кост като столица на британската колония Златен бряг. Акра става икономически център на Гана след изграждането на жп линия до миньорския и земеделски хинтерланд.
Замъкът Кристианборг, построен от датчаните през 17 век, е забележителност на града. В покрайнините на града се намира училището Ахимота, което може би предлага най-доброто средно образование.

## История
Акра възниква през XV век и първоначално е сравнително малко селище в земите на етническата група акани. В средата на XVII век в рамките на съвременния град свои фортове изграждат няколко европейски държави – Нидерландия, Португалия, Швеция, Англия, Франция и Дания. През следващите две столетия тези укрепления постепенно преминават под британски контрол.
Британците завземат целия град Акра през 1874 година, по време на Третата англо-ашантска война, а през 1877 година преместват там столицата на своята колония Златен бряг. До това решение се стига, тъй като климатът на Акра е по-сух от този на дотогавашната столица Кейп Кост.
Превръщането на Акра в столица предизвиква приток на британски заселници и градът започва да се разраства. В края на XIX век се образува Викторияборг, жилищен квартал за европейци на изток от дотогавашните граници на града. През 1908 година градът отново е разширен с нов жилищен квартал за африканци – Адабрака северно от тогавашния град – в опит на администрацията да намали пренаселеността на градския център. Британската администрация изисква всички нови сгради да се строят от камък или бетон, а до 1923 година е в сила и законово изискване за расова сегрегация в жилищните квартали.
Голямо значение за развитието на града изиграва решението за строителство на железопътната линия до Кумаси през 1908 година. Тя трябва да свърже Акра, главното пристанище на страната по това време, с основните области за производство на какао. Линията е завършена през 1923 година, а година по-късно какаото вече е най-значимият износен продукт на Гана. През 1923 година е построен мост през лагуната Корле, което дава възможност за разрастване на града на запад.

## Известни личности
Родени
- Квадво Асамоа (р. 1988), футболист
- Марсел Десаи (р. 1968), футболист
- Микаел Есиен (р. 1982), футболист
- Айзък Куоки (р. 1978), футболист
- Фред Суоникър (р. 1976), просветен деец
- Майкъл Тевия (р. 1991), футболист